# NGC 1475
NGC 1475 ist eine elliptische Galaxie vom Hubble-Typ E0 im Sternbild Eridanus am Südsternhimmel. Sie ist schätzungsweise 448 Millionen Lichtjahre von der Milchstraße entfernt und hat einen Durchmesser von etwa 80.000 Lichtjahren. 

Im selben Himmelsareal befinden sich u. a. die Galaxien NGC 1467, NGC 1472, NGC 1477, NGC 1478.
Das Objekt wurde im Jahr 1886 von Francis Leavenworth entdeckt.